# Staatliche Realschule Vaterstetten
Die Staatliche Realschule Vaterstetten (kurz: RSV) ist eine Realschule in Baldham, Ortsteil der Gemeinde Vaterstetten im oberbayerischen Landkreis Ebersberg. Träger ist ein Zweckverband, bestehend aus dem Landkreis Ebersberg, dem Landkreis München, der Gemeinde Grasbrunn und der Stadt Haar (beide Landkreis München).

## Geschichte
Nach der Gründung des Zweckverbands im Jahr 1978 startete ab dem Schuljahr 1979/1980 der Schulbetrieb, vorerst jedoch noch in den Räumen der Volksschule an der Wendelsteinstraße in Vaterstetten. Der Unterricht begann ab der 7. Klassenstufe. Zum Schuljahr 1982/1983 konnte das neue Schulgebäude, das von 1979 bis 1982 unter dem Architekten Hubert Caspari in Baldham gebaut wurde, bezogen werden.
Im Jahr 2000 wurde – wie in ganz Bayern – die sechsjährige Realschule eingeführt, beginnend ab der 5. Klassenstufe. Als erste Realschule in Bayern bietet die Realschule Vaterstetten seit 2010 im fremdsprachlichen Zweig ab Jahrgangsstufe 7 nicht nur Französisch, sondern auch Spanisch an.
Eine erste Erweiterung des Schulbaus konnte 2005 bezogen werden, ebenfalls unter Planung von Casparis Architekturbüro. Unter anderem zur Einführung einer Ganztagsschule wurde 2013 die nächste Erweiterung der Realschule beschlossen; diese ist seit September 2016 in Betrieb. Im Jahr 2024 wurde ein Förderverein für die Realschule Vaterstetten gegründet.
Aufgrund des geplanten Neubaus einer Realschule in Haar wird die Auflösung des Zweckverbands und eine Übergabe der Trägerschaft an den Landkreis Ebersberg diskutiert.